# Pula
|  | Per a altres significats, vegeu «Pula (desambiguació)». |

Pula (en italià Pola, en eslovè Pulj) és la ciutat principal d'Ístria, a Croàcia, i està situada a l'extrem sud d'aquesta península, a l'interior d'un port natural, la badia de Pula. La població, el 2011, era de 57,460 habitants, dels quals un 70.14% eren d'origen croat, amb una minoria italiana del 4.43 per cent, reflex de quan la ciutat era poblada majoritàriament per italians de llengua vèneta.
La contrada de Pula és coneguda pel seu clima temperat, per la mar encalmada i per la seva bellesa natural. A la ciutat hi tenen una llarga tradició la producció de vi, la pesca, la construcció naval i el turisme. Pula és el centre administratiu d'Ístria des del temps dels romans, tot i que actualment la capital del comtat croat d'Ístria és la ciutat de Pazin (Pisino en italià). La ciutat té un important nombre de restes romanes conservades. El monument principal de la ciutat és l'amfiteatre de Vespasià, popularment anomenat l'Arena. Altres restes romanes destacades són l'arc dels Sergis i el temple de Roma i August. Els carrers estrets de la part antiga contenen també diversos edificis medievals i renaixentistes.
El seu centre industrial i el port natural, gairebé envoltat de terreny, són els principals de l'oest de Croàcia. En el port hi ha una base naval i les drassanes Uljanik.

## Història
Pula (en llatí Pola) una ciutat d'Ístria propera a l'extrem sud de la península. L'antiga Pola era a Ístria a l'anomenat Sinus Polaticus. La tradició la feia fundada per un grup de colquis. Ja existia quan els romans van ocupar la península el 177 aC. August hi va establir una colònia (Pietas Julia Pola), i degut al seu excel·lent port fou una ciutat important sota l'imperi. Crispus, fill gran de Constantí el Gran, fou assassinat en aquesta ciutat per ordre del seu pare, i més tard Gal, fill de Constanci, va patir la mateixa sort també per ordre del seu pare.
Els romans d'Orient van reunir aquí la flota sota comandament de Belisari per marxar contra Ravenna el 544. El 752 va passar als llombards i va romandre en les seves mans fins al 774 quan va tornar als romans d'Orient, per acabar finalment el 789 cedida als francs i successivament al Regne d'Itàlia i després al de Germània.
El 952 el rei Otó I de Germània la va cedir als ducs de Baviera i el 976 Otó II la va cedir als ducs de Caríntia. Dins del ducat va formar un marcgraviat després comtat. Algunes ciutats com Pola, es van afermar com comunes independents i es van aliar a Venècia (Pola el 1150).
El 1209 el patriarcat d'Aquileia va rebre en feu una bona part d'Ístria mentre la resta (amb capital a Pisino, la moderna Puzin) va passar als comtes de Gorízia. Les ciutats d'Ístria van estar en guerra contra el Patriarca i finalment van anar passant a Venècia, la darrera Pola el 1331.

L'Ístria veneciana amb Pola va passar a Àustria el 1797 pel tractat de Campoformio després de quasi cinc segles de pau i estabilitat econòmica, i fou ocupada per França el 19 de novembre de 1805, i per la Pau de Presburg fou cedida a França i unida al regne napoleònic d'Itàlia de l'1 de maig de 1806 al 1809, com a departament d'Ístria, formant des del 1808 un ducat concedit al mariscal Bessières. El 14 d'octubre de 1809 Napoleó va unir Ístria, Trieste i Gorízia a les Províncies Il·líries formant dos províncies (Trieste i Gorízia) i el 15 d'abril de 1811 va formar la intendència d'Ístria que fou una província de l'Imperi que del 30 de juny del 1811 al 18 de setembre de 1813 fou dividida en dos districtes militars (Capo d'Ístria i Rovigno); la intendència fou ocupada al final de 1813 pels austríacs. Àustria va dividir el territori en els districtes de Trieste i Fiume. 

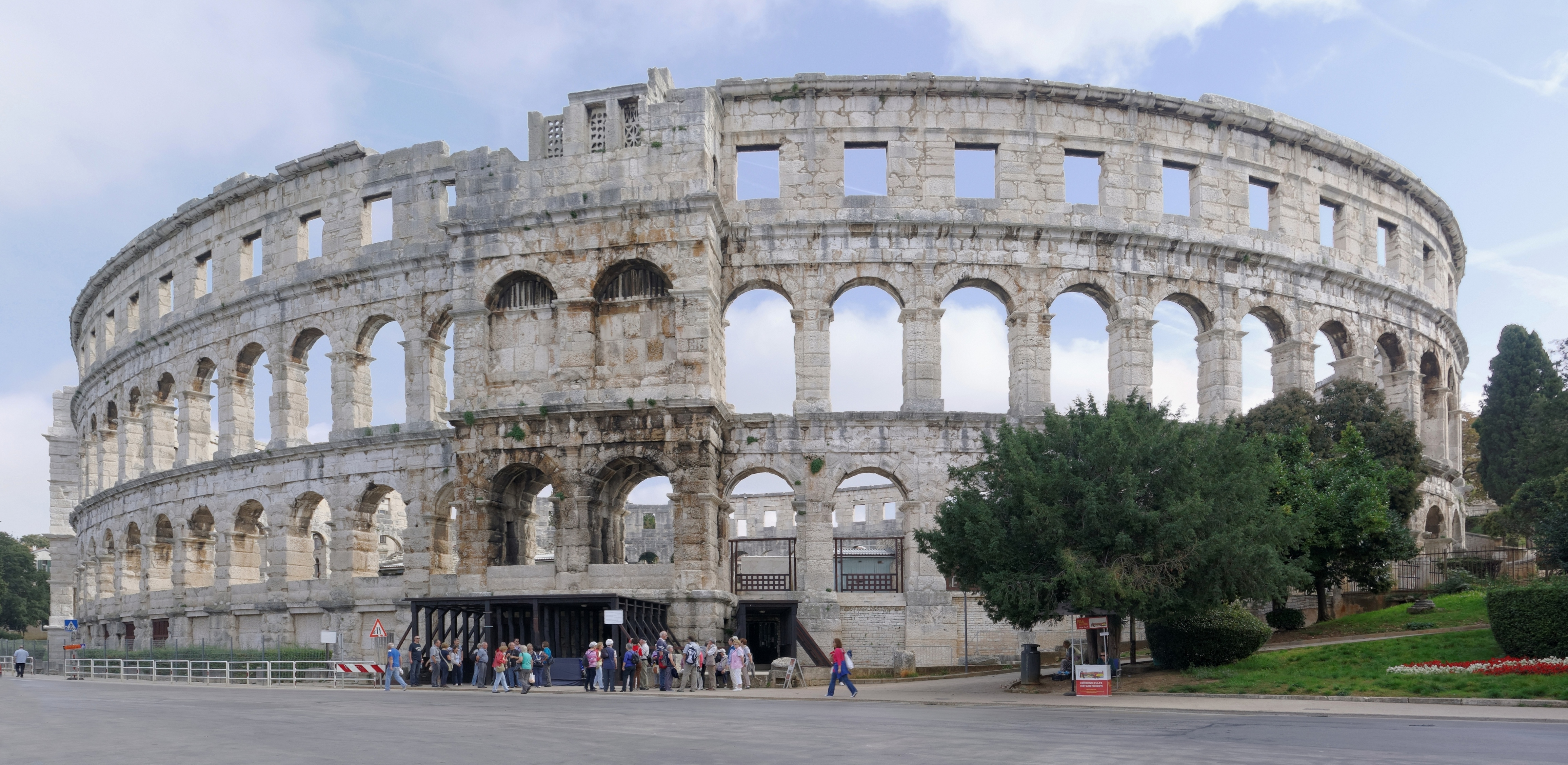
L'amfiteatre de Pula

El Congrés de Viena els va reconèixer la possessió i es va constituir (1816) en part del nominal Regne austríac d'Il·líria. Àustria va afavorir el poblament per eslaus (eslovens i croats) per por de les reclamacions italianes. El 1849 es va constituir la província d'Ístria amb una dieta provincial. Al final de la Primera Guerra Mundial va passar a Itàlia pel Tractat de Rapallo de 1920.
El 1943 fou ocupada pels alemanys però reconquerida pels iugoslaus el 1945 tret de Pula, que va quedar en mans aliades. El tractat de pau de París de 1947 va assignar Ístria a la República Federal Socialista de Iugoslàvia, a excepció d'una petita zona a la part nord-oest que formava el Territori Lliure independent de Trieste. Entre desembre de 1946 i setembre de 1947, Pula es va buidar gairebé completament ja que els seus residents van deixar totes les seves possessions i van "optar" per la ciutadania italiana marxant-ne 28.000 dels 32.000 habitants de la ciutat. L'evacuació dels residents la van organitzar les autoritats militars civils i aliades italianes el març de 1947, en previsió del pas de la ciutat del control del govern militar aliat dels territoris ocupats al govern iugoslau, previst per al setembre de 1947. El Territori lliure de Trieste va quedar sota administració italiana des del 1954 al dissoldre's el govern del territori. La regió fou poblada sobretot amb croats i eslovens. La ciutat va agafar el nom de Pula.
Inclosa dins la República de Croàcia de la federació iugoslava, la va conservar el 1991 en esdevenir independent.
Queden restes del període romà, especialment l'amfiteatre (Arena), més gran que el de Nimes però més petit que el de Verona. També hi ha un arc triomfal i la porta Àuria.
El cap al sud de Pula, a uns 15 km, es deia Polaticum Promontorium i més tard Capo Promontore i des el 1947 Cap Kamenjak.

## Fills il·lustres
- Antonio Smareglia (1854-1929), compositor musical.
- Antonio Vojak (1904-1977), futbolista.